# Nil Sude Albayrak
Nil Sude Albayrak (* 13. Juni 1995 in Istanbul) ist eine türkische Schauspielerin.

## Leben und Karriere
Albayrak wurde am 13. Juni 1995 in Istanbul geboren. Sie studierte an der Bahçeşehir Üniversitesi. Ihr Debüt gab sie 2021 in dem Kurzfilm Birthday. Anschließend war sie 2023 in der Fernsehserie Şahmaran zu sehen. Im selben Jahr spielte sie in Aile mit.
Außerdem wurde Albayrak 2024 für die Netflixserie Danke – Nächster! gecastet. Unter anderem bekam sie in Bahar eine Hauptrolle.

## Filmografie
Filme
- 2021: Birthday

Serien
- 2023: Şahmaran
- 2023: Aile
- 2024: Danke – Nächster! (Kimler Geldi Kimler Geçti)
- 2024: Bahar